# Arianna Grace
Bianca Carelli (Toronto, Ontario, 26 de junio de 1997), es una luchadora profesional canadiense. Actualmente trabaja para la empresa estadounidense WWE, donde se presenta en la marca NXT bajo el nombre de Arianna Grace.

## Carrera

### WWE (2022-presente)
El 17 de marzo de 2022, se anunció que Carelli había firmado con la WWE y se reportaría al WWE Performance Center. Hizo su debut en el episodio del 29 de abril de NXT Level Up bajo el nombre de ring Arianna Grace, donde derrotó a Amari Miller. En mayo, Grace fue anunciada para el Torneo Breakout Femenino de NXT, pero fue derrotada por Nikkita Lyons en la primera ronda. En el episodio del 19 de julio de NXT, Grace compitió en una Battle Royale de 20 mujeres para determinar el contendiente número uno por el Campeonato Femenino de NXT, pero fue eliminada por Indi Hartwell. En el episodio del 9 de agosto de NXT, Grace obtuvo su primera victoria televisada al derrotar a Thea Hail.
Hizo su regreso sorpresa en el episodio de Impact! emitido el 19 de septiembre (como parte de la colaboración de NXT & TNA), interrumpiendo a Santino Marella pactando a Jordynne Grace haciendo equipo con una de sus mejores amigas de NXT; la semana que viene para enfrentarse a Rosemary y Wendy Choo, a lo que Marella aprueba la decisión de Arianna.

## Vida personal
Carelli es de ascendencia italiana y paquistaní. Ella también es una luchadora de segunda generación, ya que su padre Anthony es ampliamente conocido en su paso por WWE como Santino Marella.